# Керетино
Керетино — деревня Ковылкинского района Республики Мордовия в составе Изосимовского сельского поселения. 

## География
Находится на расстоянии примерно 18 километров по прямой на север-северо-запад от районного центра города Ковылкино.

## История
Известна с 1869 года, когда она была учтена как казенная деревня Краснослободского уезда из 65 дворов.

## Население
Постоянное население составляло 132 человека (мордва-мокша 100%) в 2002 году, 103 в 2010 году .